# Danger Rangers
Danger Rangers es una serie animada de televisión de corta duración creada por Walter Douglas Smith Jr. y Michael D. Moore.

## Sinopsis
Seis héroes animales llamados Danger Rangers, su robot Fallbot y su inteligencia artificial llamada SAVO enseñan a los niños sobre seguridad a través de ejemplos, como peligros ambientales y lugares inseguros. 

## Personajes
- Sully (voz de Jerry Houser): un león marino azul. Es el líder y portavoz de los Danger Rangers. Se preocupa mucho por su apariencia, pero también se toma en serio sus deberes como líder.
- Kitty (voz de Grey DeLisle): una gata rosa. Ella es la segunda al mando inteligente, genial y aventurera del grupo. También es útil e ingeniosa, y cree firmemente en jugar limpio.
- Burble (voz de Kevin Michael Richardson): Un gran oso polar. Él es el experto en seguridad recreativa fuerte y humorístico. También es el "gigante gentil" del grupo y prefiere jugar limpio y seguro.
- Squeeky (voz de Rob Paulsen): un ratón azul marino. Es pequeño, pero muy valioso para los Danger Rangers. Con su tamaño, puede solucionar cualquier problema que, de lo contrario, resulte demasiado pequeño para que los demás lo manejen.
- Burt (voz de Mark Hamill): una tortuga verde. Es el experto creativo y genuino en seguridad personal del equipo. Como inventor del equipo, a Burt siempre se le ocurrían algunos inventos, incluido Fallbot, que ayudarían a los Danger Rangers en sus misiones.
- Gabriela (voz de Tasia Valenza): Un colibrí rojo. Ella es la jefa de operaciones y entrenadora de seguridad principal. Mientras que otros salen al campo durante una misión, ella también actúa como supervisora. Por supuesto, a veces ella se une a la misión. Ella también se llama G.B.
- Fallbot (voz de John Kassir): un robot que fue inventado por Burt. Es el aliado ansioso pero torpe de los Danger Rangers. Es muy inquisitivo cuando se trata de aprender sobre las reglas de seguridad, pero a veces su locuacidad puede molestar a los demás.
- SAVO (voz de Charlie Adler en la mayoría de los episodios, Jonathan Harris en "Mission 547: Safety Rules"): la inteligencia artificial de la base de los Danger Rangers que los alerta de cualquier problema de seguridad. Su nombre es un acrónimo, ya que significa "Vectómetro de alerta de seguridad" (como se muestra en "Misión 547: Reglas de seguridad"). También tiene algo de talento para lo dramático.
- Junior Danger Rangers: varios niños que son futuros expertos en diferentes reglas de seguridad que funcionan con los Danger Rangers, a quienes algunos incluso admiran.

## Producción
El piloto original de Danger Rangers se creó en 1999. Sin embargo, la primera producción de Hollywood se completó en 2003. El programa se creó por la causa de la seguridad de los niños y fue el primer programa en incluir exitosamente producciones con calidad de Disney en un plan de estudios de calidad. Danger Rangers fue el programa independiente distribuido con mayor éxito en los afiliados de PBS y se documentó que salvó vidas.

## Transmisión
La serie se emitió originalmente en PBS Kids durante la ejecución del programa, y luego, desde septiembre de 2011 hasta septiembre de 2012, las reposiciones se emitieron en CBS como parte de Cookie Jar TV. 

## Negocios
Educational Adventures (la compañía original detrás del programa) creó distribución a través de esfuerzos de base y acuerdos con Virgin Atlantic y Safe Kids Worldwide.[cita requerida] Los activos de la empresa finalmente se perdieron en un juicio después de la liquidación de la empresa.